# Amphipogon avenaceus
Amphipogon avenaceus är en gräsart som beskrevs av Robert Brown. Amphipogon avenaceus ingår i släktet Amphipogon och familjen gräs. Inga underarter finns listade i Catalogue of Life.